# Sergej Sirotkin
Sergej Olegovič Sirotkin (in russo Сергей Олегович Сироткин?; traslitterazione anglosassone Sergey Olegovich Sirotkin; Mosca, 27 agosto 1995) è un pilota automobilistico russo. Campione europeo di Formula Abarth nel 2011, nel 2018 ha fatto il suo esordio in Formula 1 come pilota titolare della Williams. Il suo numero di gara era il 35.
Nel 2021 ha fondato la S35 Academy per dare un sostegno a giovani piloti della sua nazione.

## Carriera

### Inizi
Sirotkin ha iniziato la carriera alla guida di un kart nel 2008 gareggiando in diverse serie internazionali, facendo gavetta nelle categorie giovani per progredire fino alla categoria KF3 e KF2 nel 2010.
All'età di quindici anni, Sirotkin è passato alle auto a ruote scoperte, correndo nella nuova Formula Abarth in Italia per la squadra Jenzer Motorsport. Ha fatto il suo debutto al circuito di Vallelunga, finendo la gara in zona punti e poi, con altri quattro piazzamenti, giungendo 18º alla fine del campionato. Sirotkin è rimasto in Formula Abarth, con la stessa squadra, anche nel 2011; le serie vennero divise in due gruppi per il campionato europeo e per quello italiano. Ma prima della gara disputata sul circuito di Spa-Francorchamps, Sirotkin è passato al team Euronova Racing in collaborazione con Fortec. Ha vinto il titolo europeo giungendo primo in cinque gare su un totale di quattordici. Nella serie italiana, Sirotkin è finito al secondo posto, con due vittorie, perdendo dall'ex compagno di squadra Patric Niederhauser. Fatale gli è stato un errore nel finale di gara all'Autodromo di Monza.

### Auto GP World Series
Nel 2012, Sirotkin ha continuato a guidare per la Euronova Racing nel campionato Auto GP World Series. La sua prima gara a Monza lo vide qualificato in prima fila, avendo perso la pole position in favore di Adrian Quaife-Hobbs per 0,04 secondi. Bloccato al via della prima gara, ottenne il quarto posto nella seconda realizzando il giro veloce in entrambe le corse. A Valencia, è partito nuovamente dietro Quaife-Hobbs, ma questa volta lo sorpassò dopo la prima curva, ottenendo la sua prima vittoria — con il giro veloce — divenendo il più giovane pilota ad aver vinto in Auto GP. Dopo un altro giro veloce nella seconda gara, Sirotkin stabilì un record di quattro consecutivi giri veloci superando il precedente di Romain Grosjean. Sirotkin terminò la stagione al terzo posto, dietro Quaife-Hobbs e Pål Varhaug, con due gare vinte a Valencia e Sonoma e sette podi. Ottenne anche la prima pole position al Marrakech Street Circuit.

### Formula 3
Sirotkin partecipò anche al campionato italiano di Formula 3 nel 2012, guidando sempre per Euronova Racing in associazione con Fortec Motorsport, ottenendo due vittorie all'Hungaroring ed a Monza, oltre a quattro podi nel corso della stagione, ottenendo punti in ventidue delle ventiquattro gare dopo il ritiro nella seconda gara di Vallelunga e la squalifica nella terza gara di Monza, ottenendo il quinto posto finale nell'European Series ed il sesto nell'Italian Series.

### Formula Renault 3.5 Series

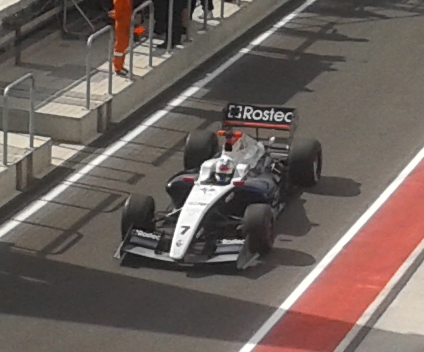
Sirotkin alla guida di una ISR Racing al circuito di Moscow Raceway nel 2013

Sirotkin ha fatto il debutto nella Formula Renault 3.5 nel 2012 alla corsa disputata a Mosca, in compagnia del pilota russo Nikolaj Marcenko, con la Target Racing. Terminò la prima gara al dodicesimo posto, ritirandosi poi nella seconda.
Sirotkin ha disputato poi l'intera stagione nel 2013, con una ISR Racing. Nel 2014 ha preso parte al campionato con una vettura del team Fortec Motorsport, classificandosi in quinta posizione.

### GP2/Formula 2
Nel 2015 gareggia in GP2 con una vettura del team Rapax, ottenendo la sua prima vittoria a Silverstone e terminando il campionato in terza posizione. Nella stagione 2016 continua nella categoria cambiando team e passando alla ART Grand Prix. Ottiene due vittorie, otto podi e nuovamente il terzo posto in classifica generale. Nella stagione 2017 corre due gare in Formula 2 a Baku in sostituzione di Alexander Albon.

### Formula 1

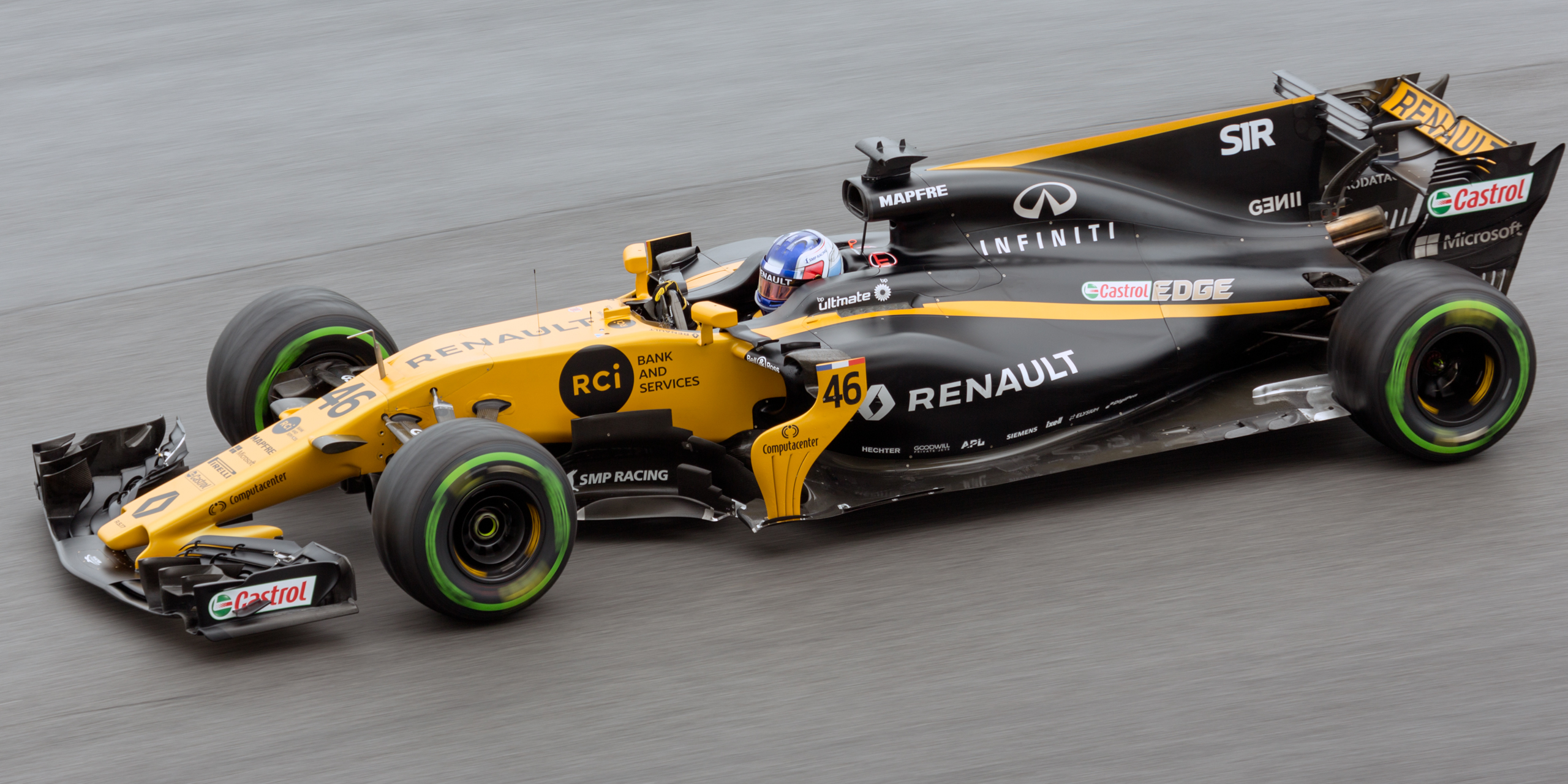
Sirotkin alla guida della Renault nelle prove libere del Gran Premio della Malesia 2017

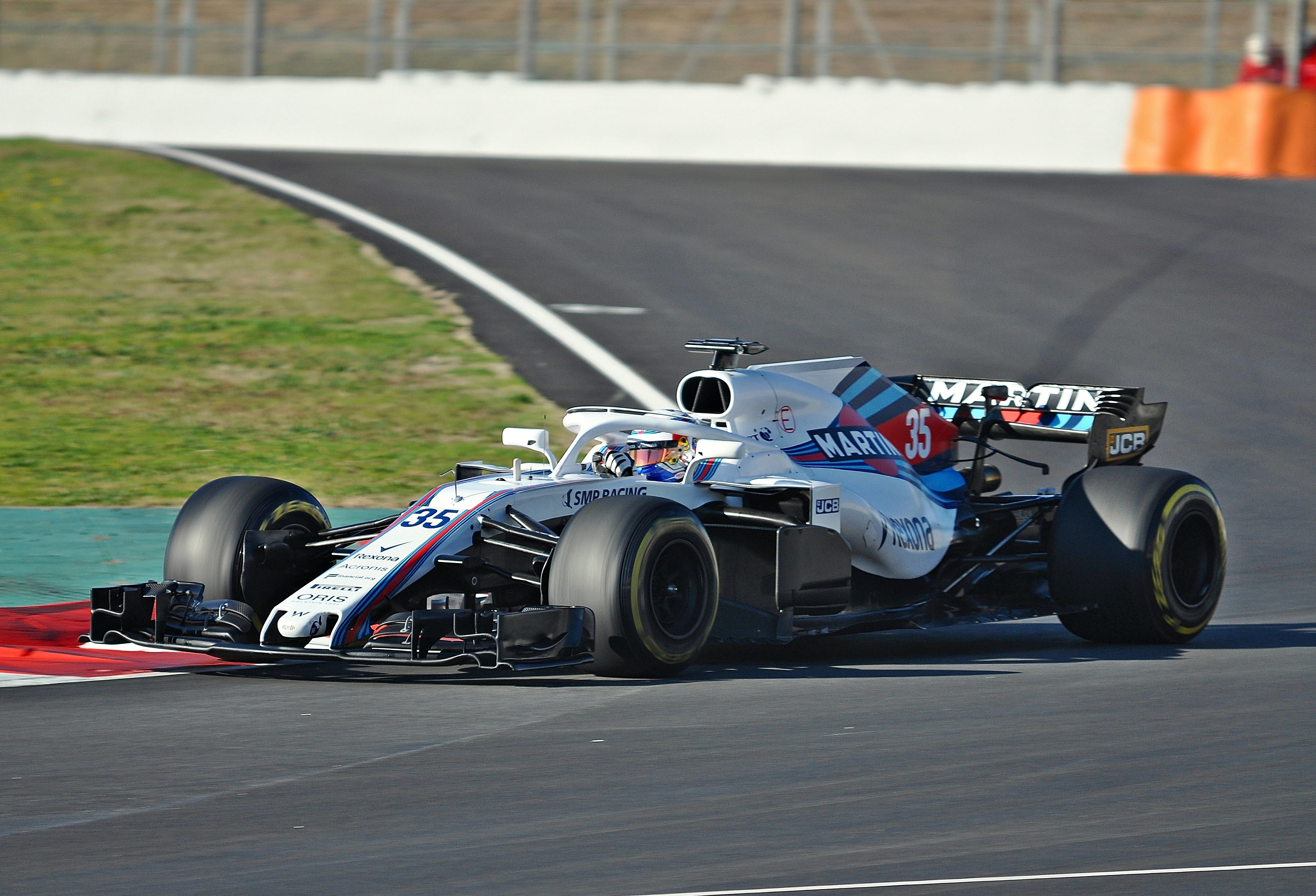
Sirotkin durante i test 2018.

Nel luglio 2013, Sirotkin viene arruolato dalla Sauber in Formula 1, con l'obiettivo di fargli correre le prove libere del venerdì in un Gran Premio e in previsione di un posto in squadra nella stagione 2014. Nonostante le iniziali intenzioni, non partecipa mai ad un gran premio, prendendo parte alle sole prove libere del Gran Premio di Russia 2014. Torna al volante di una monoposto di Formula 1 nel 2016, quando guida la Renault RS16 durante le prime prove libere del Gran Premio russo e del Gran Premio del Brasile. Nel 2017 partecipa a diverse sessioni di prove libere, sempre con la Renault.
Il 16 gennaio 2018 viene ufficializzato il suo ingaggio come pilota titolare della Williams. 
All'esordio in Australia, Sirotkin è costretto al ritiro per via di un surriscaldamento del freno posteriore destro causato da un sacchetto di plastica che ne ostruiva la presa d'aria. Nel successivo Gran Premio del Bahrein il pilota russo giunge per la prima volta in carriera al traguardo, sebbene in ultima posizione; a fine gara Sirotkin viene promosso al quindicesimo posto per via delle penalità inflitte a Sergio Pérez e Brendon Hartley, che lo avevano preceduto all'arrivo. 
Nelle gare successive il russo, anche a causa della scarsa competitività della sua Williams, non riesce mai ad entrare in zona punti, dovendosi anche ritirare nel Gran Premio d'Azerbaigian per via di un incidente al primo giro con Alonso. A Monaco Sirotkin si mette in luce in qualifica, facendo segnare il settimo tempo nella prima delle tre sessioni; in gara, però, i meccanici della Williams si attardano a lavorare sulla sua vettura oltre il termine consentito dal regolamento, infrazione che gli costa una penalità e lo relega nelle retrovie.
Dopo una serie di gare chiuse fuori dalla zona punti, a Monza Sirotkin termina undicesimo, ma viene promosso in decima posizione dopo la squalifica inflitta a Grosjean e riesce a conquistare il suo primo punto in Formula 1. Il decimo posto del Gran Premio d'Italia resta l'unico risultato utile conquistato dal russo in stagione e Sirotkin chiude l'anno all'ultimo posto in classifica.
Poco prima del conclusivo Gran Premio di Abu Dhabi la Williams annuncia l'ingaggio per il 2019 del rientrante Robert Kubica, anche per via della decisione dello sponsor principale di Sirotkin, la banca SMP, di ritirare il suo appoggio al team britannico.
Nella stagione 2019 viene ingaggiato nuovamente dalla Renault come pilota di riserva, ruolo che ricopre anche in McLaren. Nel 2020 viene riconfermato nello stesso ruolo dalla casa della Losanga.

### Endurance
Nel 2017 con il team SMP Racing partecipa alla sua prima 24 Ore di Le Mans, Sirotkin partecipa nella classe LMP2 con Michail Alëšin e Viktor Shaytar. L'equipaggio chiude al sesto posto   nella categoria. Nel 2019 sempre con SMP Racing corre in tre venti del WEC, questa volta partecipa nella classe LMP1 insieme a Stéphane Sarrazin e Egor Orudzhev. L'equipaggio è costretto al ritiro nella 1000 Miglia di Sebring e nella 24 Ore di Le Mans ma ottengono un ottimo quarto posto nella 6 Ore di Spa-Francorchamps.

## Risultati

### Riassunto della carriera
| Stagione | Serie                                   | Squadra                   | Gare         | Vittorie     | Pole         | GPV          | Podi         | Punti        | Pos.         |
| -------- | --------------------------------------- | ------------------------- | ------------ | ------------ | ------------ | ------------ | ------------ | ------------ | ------------ |
| 2010     | Formula Abarth                          | Jenzer Motorsport         | 6            | 0            | 0            | 0            | 0            | 12           | 18º          |
| 2011     | Formula Abarth                          | Jenzer Motorsport         | 14           | 5            | 1            | 3            | 10           | 175          | 1º           |
| 2011     | Formula Abarth                          | Euronova Racing by Fortec | 14           | 5            | 1            | 3            | 10           | 175          | 1º           |
| 2011     | Formula Abarth                          | Jenzer Motorsport         | 14           | 2            | 1            | 1            | 9            | 136          | 2º           |
| 2011     | Formula Abarth                          | Euronova Racing by Fortec | 14           | 2            | 1            | 1            | 9            | 136          | 2º           |
| 2012     | Auto GP                                 | Euronova Racing           | 14           | 2            | 1            | 5            | 9            | 175          | 3º           |
| 2012     | Formula 3 Europea                       | Euronova Racing by Fortec | 24           | 2            | 0            | 1            | 6            | 166          | 5º           |
| 2012     | Formula 3 Italiana                      | Euronova Racing by Fortec | 18           | 0            | 0            | 0            | 5            | 116          | 6º           |
| 2012     | Formula Renault 3.5 Series              | BVM Target                | 2            | 0            | 0            | 0            | 0            | 0            | 35º          |
| 2013     | Formula Renault 3.5 Series              | ISR Racing                | 15           | 0            | 0            | 0            | 2            | 61           | 9º           |
| 2014     | Formula 1                               | Sauber                    | Collaudatore | Collaudatore | Collaudatore | Collaudatore | Collaudatore | Collaudatore | Collaudatore |
| 2014     | Formula Renault 3.5 Series              | Fortec Motorsports        | 17           | 1            | 1            | 0            | 4            | 132          | 5º           |
| 2015     | GP2 Series                              | Rapax                     | 22           | 1            | 1            | 1            | 5            | 139          | 3º           |
| 2016     | Formula 1                               | Renault F1                | Collaudatore | Collaudatore | Collaudatore | Collaudatore | Collaudatore | Collaudatore | Collaudatore |
| 2016     | GP2 Series                              | ART Grand Prix            | 22           | 2            | 3            | 3            | 8            | 159          | 3º           |
| 2017     | Formula 1                               | Renault F1                | Collaudatore | Collaudatore | Collaudatore | Collaudatore | Collaudatore | Collaudatore | Collaudatore |
| 2017     | Formula 2                               | ART Grand Prix            | 2            | 0            | 0            | 0            | 0            | 9            | 20º          |
| 2017     | 24 Ore di Le Mans - Classe LMP2         | SMP Racing                | 1            | 0            | 0            | 0            | 0            | N.A.         | 16º          |
| 2018     | Formula 1                               | Williams                  | 21           | 0            | 0            | 0            | 0            | 1            | 20º          |
| 2018–19  | Campionato del mondo endurance          | SMP Racing                | 3            | 0            | 0            | 0            | 0            | 12           | 23º          |
| 2019     | 24 Ore di Le Mans                       | SMP Racing                | 1            | 0            | 0            | 0            | 0            | N/A          | DNF          |
| 2019     | Formula 1                               | Renault F1                | Terzo pilota | Terzo pilota | Terzo pilota | Terzo pilota | Terzo pilota | Terzo pilota | Terzo pilota |
| 2019     | Formula 1                               | McLaren F1 Team           | Terzo pilota | Terzo pilota | Terzo pilota | Terzo pilota | Terzo pilota | Terzo pilota | Terzo pilota |
| 2020     | GT World Challenge Europe Endurance Cup | SMP Racing                | 4            | 0            | 1            | 0            | 0            | 7            | 20º          |
| 2020     | Intercontinental GT Challenge           | Ferrari                   | 1            | 0            | 0            | 0            | 0            | 0            | NC           |
| 2020     | Formula 1                               | Renault F1                | Terzo pilota | Terzo pilota | Terzo pilota | Terzo pilota | Terzo pilota | Terzo pilota | Terzo pilota |

### Auto GP World Series
(Le gare in grassetto indicano pole position) (Le gare in corsivo indicano giro veloce)
| Anno | Squadra         | 1   | 2   | 3   | 4   | 5   | 6   | 7   | 8   | 9   | 10  | 11  | 12  | 13  | 14  | Punti | Pos |
| ---- | --------------- | --- | --- | --- | --- | --- | --- | --- | --- | --- | --- | --- | --- | --- | --- | ----- | --- |
| 2012 | Euronova Racing | MNZ | MNZ | VAL | VAL | MAR | MAR | HUN | HUN | ALG | ALG | CUR | CUR | SON | SON | 175   | 3º  |
| 2012 | Euronova Racing | 14  | 4   | 1   | 3   | 6   | 2   | 13  | 3   | 3   | 3   | 3   | 4   | 3   | 1   | 175   | 3º  |

### Formula Renault 3.5 Series
(Le gare in grassetto indicano pole position) (Le gare in corsivo indicano giro veloce)
| Anno | Squadra            | 1   | 2   | 3   | 4   | 5   | 6   | 7   | 8   | 9   | 10  | 11  | 12  | 13  | 14  | 15  | 16  | 17  | Punti | Pos |
| ---- | ------------------ | --- | --- | --- | --- | --- | --- | --- | --- | --- | --- | --- | --- | --- | --- | --- | --- | --- | ----- | --- |
| 2012 | BVM Target         | ALC | ALC | MON | SPA | SPA | NÜR | NÜR | MSC | MSC | SIL | SIL | HUN | HUN | LEC | LEC | CAT | CAT | 0     | 35º |
| 2012 | BVM Target         |     |     |     |     |     |     |     | 20  | Rit |     |     |     |     |     |     |     |     | 0     | 35º |
| 2013 | ISR                | MNZ | MNZ | ALC | ALC | MON | SPA | SPA | MSC | MSC | RBR | RBR | HUN | HUN | LEC | LEC | CAT | CAT | 61    | 9º  |
| 2013 | ISR                | Rit | 19† | 4   | 2   | 22  | 18  | 8   | NP  | 11  | Rit | 4   | 3   | 12  |     | Rit | Rit | Rit | 61    | 9º  |
| 2014 | Fortec Motorsports | MNZ | MNZ | ALC | ALC | MON | SPA | SPA | MSC | MSC | NÜR | NÜR | HUN | HUN | LEC | LEC | JER | JER | 132   | 5º  |
| 2014 | Fortec Motorsports | 7   | 3   | 8   | Rit | Rit | Rit | Rit | 1   | 4   | 3   | 4   | 14  | Rit | 4   | 7   | 3   | 5   | 132   | 5º  |

† Gara non terminata, ma classificato avendo completato più del 90% dei giri.

### GP2 Series
(legenda) 
(Le gare in grassetto indicano pole position) (Le gare in corsivo indicano giro veloce)
| Stagione | Team           | 1   | 2   | 3   | 4   | 5   | 6   | 7   | 8   | 9   | 10  | 11  | 12  | 13  | 14  | 15  | 16  | 17  | 18  | 19  | 20  | 21  | 22  | Punti | Pos. |
| -------- | -------------- | --- | --- | --- | --- | --- | --- | --- | --- | --- | --- | --- | --- | --- | --- | --- | --- | --- | --- | --- | --- | --- | --- | ----- | ---- |
| 2015     | Rapax          | BHR | BHR | CAT | CAT | MON | MON | RBR | RBR | SIL | SIL | HUN | HUN | SPA | SPA | MNZ | MNZ | SOC | SOC | BHR | BHR | YMC | YMC | 139   | 3º   |
| 2015     | Rapax          | 12  | 14  | 16  | 10  | 5   | 3   | 2   | 4   | 1   | 8   | 3   | 3   | 9   | 6   | Rit | 5   | 4   | 21  | 5   | 4   | 13  | C   | 139   | 3º   |
| 2016     | ART Grand Prix | CAT | CAT | MON | MON | BAK | BAK | RBR | RBR | SIL | SIL | HUN | HUN | HOC | HOC | SPA | SPA | MNZ | MNZ | SEP | SEP | YMC | YMC | 159   | 3º   |
| 2016     | ART Grand Prix | Rit | 11  | Rit | Rit | 2   | 3   | 12  | 6   | 18  | 21  | 3   | 1   | 1   | 2   | 9   | 16  | 14  | Rit | 2   | Rit | 4   | 3   | 159   | 3º   |

### Formula 2
(legenda) 
(Le gare in grassetto indicano pole position) (Le gare in corsivo indicano giro veloce)
| Stagione | Team           | 1   | 2   | 3   | 4   | 5   | 6   | 7   | 8   | 9   | 10  | 11  | 12  | 13  | 14  | 15  | 16  | 17  | 18  | 19  | 20  | 21  | 22  | Punti | Pos. |
| -------- | -------------- | --- | --- | --- | --- | --- | --- | --- | --- | --- | --- | --- | --- | --- | --- | --- | --- | --- | --- | --- | --- | --- | --- | ----- | ---- |
| 2017     | ART Grand Prix | BHR | BHR | CAT | CAT | MON | MON | BAK | BAK | RBR | RBR | SIL | SIL | HUN | HUN | SPA | SPA | MNZ | MNZ | JER | JER | YMC | YMC | 9     | 20º  |
| 2017     | ART Grand Prix |     |     |     |     |     |     | 10  | 4   |     |     |     |     |     |     |     |     |     |     |     |     |     |     | 9     | 20º  |

### Formula 1
| 2014 | Scuderia | Vettura |  |  |  |  |  |  |  |  |  |  |  |  |  |  |  |    |  |  |  |  |  |  |  |  | Punti | Pos. |
| ---- | -------- | ------- |  |  |  |  |  |  |  |  |  |  |  |  |  |  |  | -- |  |  |  |  |  |  |  |  | ----- | ---- |
| 2014 | Sauber   | C33     |  |  |  |  |  |  |  |  |  |  |  |  |  |  |  | SP |  |  |  |  |  |  |  |  |       |      |

| 2016 | Scuderia | Vettura |  |  |  |    |  |  |  |  |  |  |  |  |  |  |  |  |  |  |  |    |  |  |  |  | Punti | Pos. |
| ---- | -------- | ------- |  |  |  | -- |  |  |  |  |  |  |  |  |  |  |  |  |  |  |  | -- |  |  |  |  | ----- | ---- |
| 2016 | Renault  | RS16    |  |  |  | SP |  |  |  |  |  |  |  |  |  |  |  |  |  |  |  | SP |  |  |  |  |       |      |

| 2017 | Scuderia | Vettura |  |  |  |    |    |  |  |  |    |  |  |  |  |  |    |  |  |  |  |  |  |  |  |  | Punti | Pos. |
| ---- | -------- | ------- |  |  |  | -- | -- |  |  |  | -- |  |  |  |  |  | -- |  |  |  |  |  |  |  |  |  | ----- | ---- |
| 2017 | Renault  | RS17    |  |  |  | SP | SP |  |  |  | SP |  |  |  |  |  | SP |  |  |  |  |  |  |  |  |  |       |      |

| 2018 | Scuderia | Vettura |     |    |    |     |    |    |    |    |    |    |     |    |    |    |    |    |    |    |    |    |    |  |  |  | Punti | Pos. |
| ---- | -------- | ------- | --- | -- | -- | --- | -- | -- | -- | -- | -- | -- | --- | -- | -- | -- | -- | -- | -- | -- | -- | -- | -- |  |  |  | ----- | ---- |
| 2018 | Williams | FW41    | Rit | 15 | 15 | Rit | 14 | 16 | 17 | 15 | 13 | 14 | Rit | 16 | 12 | 10 | 19 | 18 | 16 | 13 | 13 | 16 | 15 |  |  |  | 1     | 20º  |

| Legenda | 1º posto     | 2º posto | 3º posto    | A punti         | Senza punti/Non class.  | Grassetto – Pole position Corsivo – Giro più veloce |
| Legenda | Squalificato | Ritirato | Non partito | Non qualificato | Solo prove/Terzo pilota | Grassetto – Pole position Corsivo – Giro più veloce |

### 24 Ore di Le Mans
| Anno | Classe | N° | Gomme | Vettura                                   | Squadra    | Co-piloti                       | Giri | Pos. Assol. | Pos. di Classe |
| ---- | ------ | -- | ----- | ----------------------------------------- | ---------- | ------------------------------- | ---- | ----------- | -------------- |
| 2017 | LMP2   | 27 | D     | Dallara P217 Gibson GK428 4.2L V8         | SMP Racing | Michail Alëšin Viktor Shaytar   | 330  | 33°         | 6°             |
| 2019 | LMP1   | 17 | M     | BR Engineering BR1 AER P60B 2.4L Turbo V6 | SMP Racing | Stéphane Sarrazin Egor Orudzhev | 163  | DNF         | DNF            |

### Campionato del mondo endurance
Nel 2012 la Coppa del Mondo Endurance FIA è stata assegnata solo ai Costruttori; nel 2013 è stata istituita anche quella per i piloti.
| Anno    | Squadra    | Classe | Vettura            | SPA | LMS | SIL | FUJ | SHA | SEB | SPA | LMS | Punti | Pos. |
| ------- | ---------- | ------ | ------------------ | --- | --- | --- | --- | --- | --- | --- | --- | ----- | ---- |
| 2018-19 | SMP Racing | LMP1   | BR Engineering BR1 |     |     |     |     |     | NC  | 4   | Rit | 12    | 23º  |
| Legenda |            |        |                    |     |     |     |     |     |     |     |     |       |      |